# Bani Zeid al-Sharqiya
Bani Zeid al-Sharqiya, en arabe : بني زيد الشرقية, est une ville du gouvernorat de Ramallah et Al-Bireh en Palestine. Elle est située au nord de Ramallah en Cisjordanie.
Selon le recensement du bureau central palestinien des statistiques, la localité compte une population de 5 083 habitants en 2017.
La localité est née de la fusion des villages de 'Arura, Mazari al-Nubani et Abwein, bien que ce dernier se soit séparé de la municipalité.